# Пер Рентвед
Пер Рентвед (дан. Per Røntved, 27 січня 1949, Фредеріксберг — 16 травня 2023) — данський футболіст, що грав на позиції захисника.
Виступав, зокрема, за «Вердер», а також національну збірну Данії. Футболіст року в Данії у 1972 році.

## Клубна кар'єра
У дорослому футболі дебютував 1967 року виступами за команду «Бреншей», в якій провів шість сезонів, взявши участь у 116 матчах чемпіонату.
Після вдалих виступів на Олімпійських іграх 1972 року привернув увагу представників тренерського штабу західнонімецького клубу «Вердер», до складу якого незабаром і приєднався. Відіграв за бременський клуб наступні сім сезонів своєї ігрової кар'єри. Більшість часу, проведеного у складі «Вердера», був основним гравцем захисту команди, спочатку граючи на позиції півзахисника, але врешті згодом став грати ліберо. Він був відомий своїм гарним гумором у роздягальні, і його було обрано капітаном «Вердеру» на кілька ігор, завдяки чому Пер став першим іноземцем-капітаном у клубі. Оскільки «Вердер» не був багатим клубом, постійно ходили чутки про те, що вони продадуть данця. За словами тодішнього тренера «Вердера» Отто Рехагеля, Рентвед був другим найкращим ліберо у світі, поступаючись лише Францу Бекенбауеру. Очікувалося, що саме данець замінить Бекенбауера в «Баварії» в 1977 році, але Ронтвед вирішив залишитися з «Вердером». До червня 1979 року він зіграв 194 матчі та забив 40 голів за «Вердер» у Бундеслізі. Також заслуговують на увагу його п'ять автоголів у Бундеслізі, які до сьогодні перевершують лише Манфред Кальц та Ніколче Новеський з шістьма. Покинувши команду, Рентвед написав книгу «Fodbold på vrangen» (укр. Зворотний бік), в якій звинуватив гравців «Вердера» у вживанні допінгу.
Повернувшись на батьківщину, протягом 1979—1982 років Рентвед захищав кольори клубу «Раннерс», а завершив футбольну кар'єру у команді «Відовре», за яку виступав протягом 1983 року. Надалі Рентвед відправився до США, де грав за шоубольну команду «Вічіта Вінгз» у Major Indoor Soccer League, але змушений був завершити виступи у червні 1984 року після крововиливу у мозок.

## Виступи за збірну
25 червня 1970 року дебютував в офіційних іграх у складі національної збірної Данії в товариському матчі проти Швеції (1:1) у Гетеборзі.
1972 року Рентвед у складі збірної поїхав в Мюнхен на XX літні Олімпійські ігри, де зіграв у всіх шести матчах своєї команди і забив переможний гол у ворота збірної Бразилії (3:2). Після турніру Рентвед був визнаний найкращим футболістом року в Данії.
У травні 1979 року Рентвед став лише шостим датчанином, який зіграв 50 ігор у формі національної команди, а вже в серпні 1981 року обійшов рекордсмена збірної за кількістю проведених матчів Геннінга Мунка Єнсена (62 матчі), ставши новим гвардійцем збірної і закінчив свою міжнародну кар'єру у листопаді 1982 року з результатом 75 матчів, при цьому у 38 матчах Геннінг був капітаном команди, що теж стало рекордом збірної. Втім обидва рекорди протримались недовго і були побиті Мортеном Ольсеном у 1985 році та Оле Мадсеном у 1987 році відповідно.

## Особисте життя
Його молодший брат, Кім Рентвед, також був футболістом. У 1984 році у віці 35 років Пер переніс крововилив у мозок, який призвів до паралічу лівої сторони його тіла. Він видужав і брав участь в управлінні кількома невеликими футбольними клубами Данії та працював технічним радником Національної футбольної асоціації Свазіленду. Він також став популярним мотиваційним оратором.